# پیر د بروینه
پیر د بروینه (انگلیسی: Pierre De Bruyne؛ زادهٔ ۱۹۰۵) دوچرخه‌سوار اهل بلژیک است.